# علی عبدالرازق
علی عبدالرازق (۱۸۸۸–۱۹۶۶) اسلام‌پژوه فقیه، نظریه‌پرداز، حقوقدان، و از اصلاح‌طلبان مسلمان بود. آوازه کتاب او «الاسلام و اصول الحکم» مرزهای مصر را درنوردید طوری که او را با نام صاحب کتاب الاسلام و اصول الحکم می‌شناسند.

## زندگی‌نامه
علی عبدالرازق زاده ۱۸۸۸ در روستایی از توابع «المینا» در کشور مصر است. او در کودکی قرآن را حفظ کرد. خانواده‌اش از عالمان دینی بودند و جایگاه و نفوذ ویژه‌ای در میان مردم و دستگاه حاکم داشتند. روشنفکران و سیاستمداران زیادی با خانواده او در تماس بودند. همه برادران عبدالرزاق از سرشناس‌ترین سیاستمداران مصر بودند. یکی از برادران او به نام مصطفی عبدالرازق از نامی‌ترین شاگردان محمد عبده بود. برای همین، عبدالرازق هم تحصیلات خود را در دانشگاه الازهر قاهره ادامه داد. در سال ۱۹۱۲ پس از پایان تحصیلات با بالاترین درجه علمی به بریتانیا سفر کرد تا در دانشگاه آکسفورد، اقتصاد فراگیرد. اما با آغاز جنگ جهانی اول، در ۱۹۱۵ به مصر بازگشت. از ۱۹۱۵ تا ۱۹۲۵ در جایگاه حاکم شرع و استاد الازهر مشغول بود تا اینکه به خاطر تألیف کتاب جنجالی «الاسلام و اصول الحکم» به دادگاه ویژه علمای الازهر فرا خوانده شد.

## جنجال کتاب و اخراج
گفته شده که از هنگام ورود صنعت چاپ به مصر، هیچ کتابی جنجالی‌تر از «الاسلام و اصول الحکم» به چاپ نرسیده‌است. در ۱۹۲۵ گروه ۲۴ نفره علمای تراز اول الازهر به نام «هیئت کبار علما در الازهر» پس از جلسه محاکمه با حضور علی عبدالرازق، او را محکوم کرده و کتابش را مخالف با دین اسلام تشخیص دادند. آنها در پایان این نشست تصمیم گرفتند که علی عبدالرازق از دانشگاه الازهر بیرون شود، همهٔ گواهی‌نامه‌هایی که از الازهر به دست آورده از او گرفته شوند، از وظیفه‌اش به عنوان حاکم شرع، پایین کشیده شود، نام او از همهٔ اوراق اداری الازهر و دیگر نهادهای دینی پاک شود و از هر وظیفه‌ای که برعهده دارد اخراج شود و هر مستمری‌ای که از هر منبعی دریافت می‌کند قطع شود، و پس از آن شایستگی عهده‌داری هیچ وظیفهٔ عمومی را - خواه دینی یا دنیوی- نخواهد داشت.

## پس از اخراج و بازگشت
پس از اخراج از دانشگاه الازهر، عبدالرازق به لندن بازگشت و در دانشگاه آکسفورد مشغول به تحصیل شد. او طی این سال‌ها همزمان با دیدار از کشورهای آفریقایی مقالاتی را در نشریه «السیاسة» مصر منتشر می‌کرد. نهایتاً پس از پایان جنگ جهانی دوم و در هنگامیکه برادرش مصطفی عبدالرازق جزء شیوخ طراز اول دانشگاه الازهر بود هیئت علمای دانشگاه الازهر رأی دادگاه سال ۱۹۲۵ را فسخ و تمام مناصب شرعی او را بازگرداند. اما عبدالرازق پس از آن به کسوت فقیهان بازنگشت و به دانشگاه قاهره رفت و مدتی هم در سمت رئیس دانشگاه قاهره باقی بود. او در این فاصله پژوهش‌های خود را روی موضوع حجیت «اجماع» در فقه متمرکز کرد و در نقد آن با استفاده از آرای فقیه بزرگ سده ۳ (قمری)، ابراهیم بن سیار معتزلی، کتابی را به نام الاجماع فی الشریعة الاسلامیة به چاپ رساند.
علی به سِمَت‌های مهم دولتی رسید و به عضویت مجلس نمایندگان و مجلس سنا درآمد.
او همچنین با سخنرانی در انجمن علمی عالی عربی، وابسته به دانشگاه اول عربی که [زمانی] زیرنظر محمد عبده بود دربارهٔ آنچه در کتابش نوشته بود به مقایسه پیوند فکری موجود بین تفکر خودش و محمد عبده پرداخت.

## مرگ
او در ۲۳ سپتامبر ۱۹۶۶ بدون آنکه پژوهش‌هایش به پایان برسند و آنچه را که آرزو داشت به نتیجه برساند در حالی که هنوز زوایای پنهان کتابش را آشکار نکرده بود درگذشت.

## آراء و نظریات

### دیدگاه
علی عبدالرازق در کتاب خود، با الهام‌گیری از تعالیم محمد عبده که در کتاب الاسلام والنصرانیة بین العلم و المدنیة نوشته شد و همچنین با استفاده از متون قرآن، و تراث اسلامی درصدد اثبات این نکته بود که اسلام هیچگاه بر شکل خاصی از حکومت تأکید نکرده و پدیده‌ای به نام خلافت اسلامی هیچ ربطی به ماهیت دین اسلام ندارد. نظام خلافت، نظامی بیگانه با اسلام است و در اصول و مبانی مورد اعتماد دین اسلام مبنایی برای آن نمی‌توان یافت. علاوه بر این‌که شیوهٔ حکومتداری که به نام خلافت در طول سده‌ها روی کار بوده شیوه‌ای استبدادی بوده و کسی که با ارزش‌های معاصر خو گرفته باشد آن را نمی‌پذیرد. به ادعای علی عبدالرزاق در کتاب الاسلام و اصول الحکم، محمد، پیامبر اسلام تنها، «رسول» خدا و پیام‌رسان خدا به آدمیان بود و در این راه نه دولتی تأسیس کرد و نه ریاست حکومتی را برعهده گرفت و نه بنیاد جامعه‌ای را نهاد. برای همین، محمد، دربارهٔ نوع و شیوه حکومت اسلام چیزی نگفته‌است؛ بنابراین، مسلمانان باید حکومت کارا و باکفایت را از روی تجربه‌های تاریخی و بر مبنای موازین عقلی و مصالح جمعی برپا کنند.

### شرایط سیاسی و اجتماعی
این کتاب در شرایط اجتماعی چاپ شد که در بیشتر کشورهای اسلامی، تلاش‌هایی برای برپایی خلافت اسلامی در جریان بودند؛ زیرا عده‌ای باور داشتند که زنده کردن نظام خلافت می‌تواند مهمتری و موثرترین راه مقابله با استعمار غربی باشد. شماری دیگر نیز فکر می‌کردند که خلافت، امری دینی و اصلی از اصول اسلام است و مسلمانان باید برای برپایی آن تلاش کنند. در شرایط سیاسی، حاکمان و سیاستمدارانی که در آن هنگام، قصد گرفتن جایگاه خلافت را داشتند نیز به این ایده‌ها دامن می‌زدند. یکی از آنها مَلِک فُؤاد (احمد فؤاد) پادشاه مصر بود که از پشتیبانی گستردهٔ بریتانیا هم بهره داشت. او در آن شرایط سیاسی، کنفرانس‌های اسلامی‌ای برگزار کرد تا برای ایده خلافت، تبلیغ کند و ذهنیت‌ها را برای پذیرش وی به عنوان خلیفه مسلمانان آماده کند. در اوج تلاش‌های احمد فؤاد بود که کتاب الاسلام و اصول الحکم منتشر شد و جنجال‌های زیادی را برانگیخت؛ زیرا بر خلاف دیدگاه رایج بود. علی عبدالرازق در این کتاب، به صراحت نوشته بود: «ما هیچ نیازی به نظام خلافت نداریم، نه به خاطر ساماندهی امور دنیوی‌مان و نه به جهت مسایل دینی‌مان. خلافت از سابق تا حال حاضر برای مسلمانان جز فلاکت و خواری به بار نیاورده است.»

### نقدها و پاسخ‌ها
بسیاری معتقدند علی عبدالرازق در کتاب الاسلام والنصرانیة، نظریات استاد خود محمد عبده را با وضوح بیشتری بیان می‌کند. انتشار کتاب او به خصوص پس از زوال امپراتوری عثمانی در ترکیه و برپایی خلافت، شوک سنگینی را به طیف فقیهان سنتی وارد کرد و حتی فقهای برجسته دانشگاه الازهر چون عبدالوهاب خلّاف، علی‌رغم نزدیکی فکری با علی عبدالرازق از اظهار نظر در چنین جوی خودداری کردند. یکی از سرسخت‌ترین دشمنان او محمد رشید رضا بود. محمد رشید رضا بر عکس استاد خود محمد عبده، از طرز تلقی سنتی ـ تقلیدی دفاع کرده و دربارهٔ کتاب عبدالرازق چنین نوشت:
«بر بزرگان مصر جایز نیست که نسبت به این [کتاب] ساکت بمانند. نویسنده، کسی از میان آنهاست. پس بر آنان واجب است که حکم اسلام را دربارهٔ این کتاب آشکار سازند. اگر در این رابطه کوتاهی صورت پذیرد، ممکن است یارانِ او سکوت آنان را، یا مجوزی برای کتاب یا ناتوانی در مواجههٔ ایشان با کتاب تلقی کنند». عبدالرازق در کتاب خود به تفصیل، نظرات عنوان‌شده محمد رشید رضا در کتاب الخلافة او الامامة العظمی را به چالش کشید.
همچنین عبدالرازق فصل مختصری از کتابش را به اجماع اختصاص داد و بعدها در کتاب دیگر خود، به‌طور کامل به نقد مبانی حجیت اجماع در فقه پرداخت. دیدگاه‌های عبدالرازق دربارهٔ اجماع مورد توجه فقیه بزرگ و رئیس دانشگاه الازهر محمود شلتوت قرار گرفت. شلتوت هم در کتاب پرآوازه الاسلام عقیدة و شریعة امکان اجماع نظری را امری غیرممکن برمی‌شمارد.

## برگردان فارسی
از کتاب الاسلام و اصول الحکم دستکم دو برگردان به زبان فارسی در دسترس است. یکی برگردان امیر رضایی به نام اسلام و مبانی قدرت انتشارات قصیده سرا، ۱۳۸۰. و دیگری اسلام و مبانی حکومت، برگردان محترم رحمانی و محمد تقی محمدی با نقد مفصل دکتر محمد عماره انتشارات سرایی است.